# Leptorhamdia essequibensis
Leptorhamdia essequibensis és una espècie de peix de la família dels heptaptèrids i de l'ordre dels siluriformes.
Els adults poden assolir 16 cm de longitud total. És un peix tropical d'aigua dolça de les conques dels rius Essequibo i Tocantins a Sud-amèrica